# Cmentarz żydowski w Lidzbarku Warmińskim
Cmentarz żydowski w Lidzbarku Warmińskim – kirkut powstał w pierwszej połowie XIX wieku. Zmarli chowani byli przez członków żydowskiego bractwa pogrzebowego Chewra Kadisza. W czasie II wojny światowej uległ dewastacji. Obecnie nie ma na nim żadnych elementów nagrobków. Miał powierzchnię 0,10 ha.